# بليتونغ
بليتوغ أو بليتونغ (بالإنجليزية: Belitung)‏ (أو باللغة الإنجليزية، بيليتون (بالإنجليزية: Billiton)‏) هي جزيرة على الساحل الشرقي لجزيرة سومطرة، إندونيسيا في بحر جاوة. وتغطي الجزيرة مساحة 4,800.6 كـم2 (1,853.5 ميل2)، وعدد سكانها كان 271868 نسمة في عام 2014. وإداريا، فأنها تشكل جزءا من إقليم جزر بانغكا - بليتونغ. عرفت الجزيرة بإنتاج الفلفل الأسود والقصدير. ومنذ عام 1812 ، كانت الجزيرة في حوزة المملكة المتحدة حتى تنازلت بريطانيا عن سيطرتها على الجزيرة إلى هولندا في المعاهدة البريطانية-الهولندية 1824. والبلدة الرئيسية هي تانجونغ باندان.

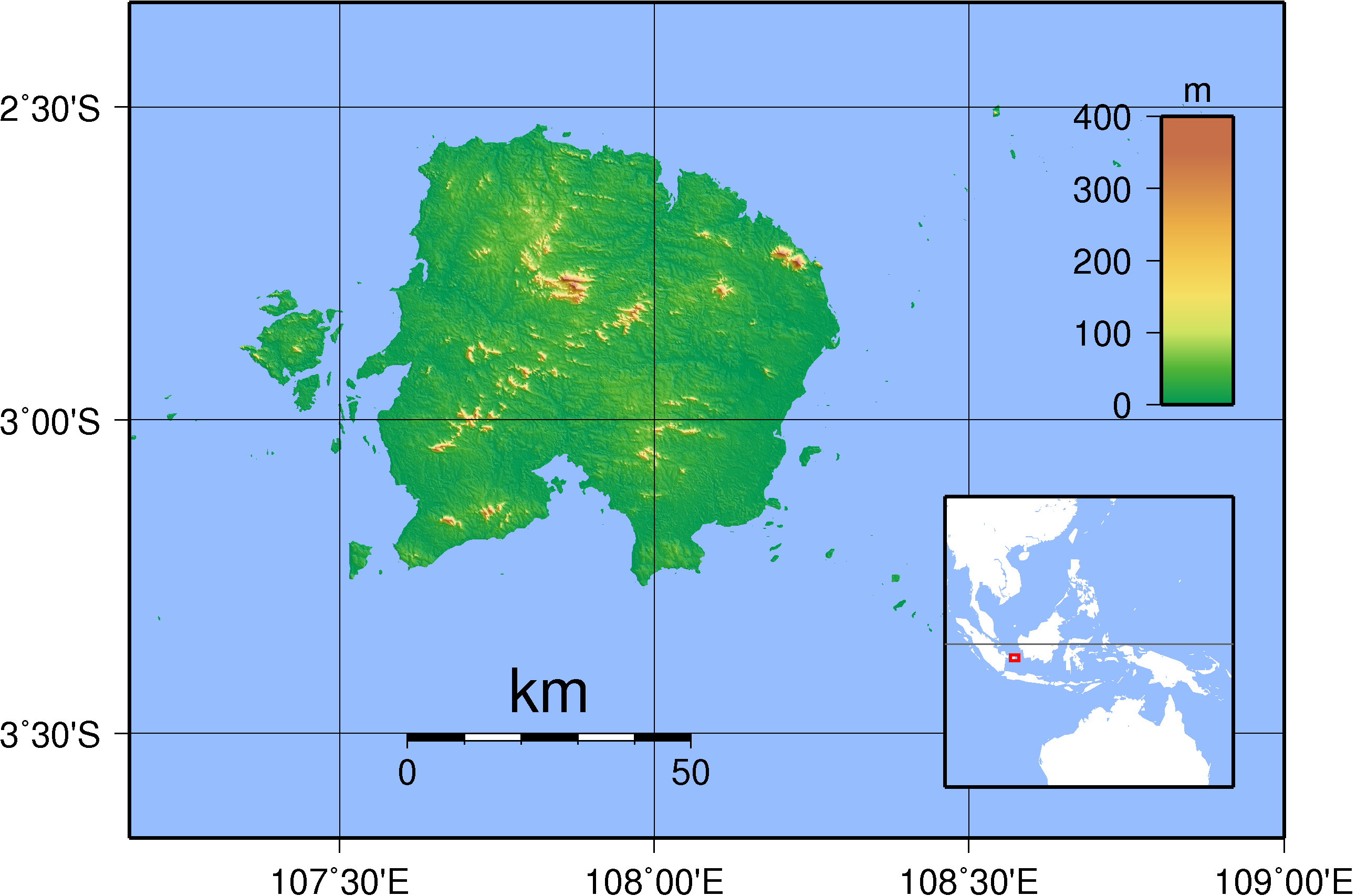
خريطة جزيرة بليتونغ

خريطة جزيرة بانكا وشرقها جزيرة بليتونغ، وتظهر باللون الأحمر مدينة بانغكال بينانغ

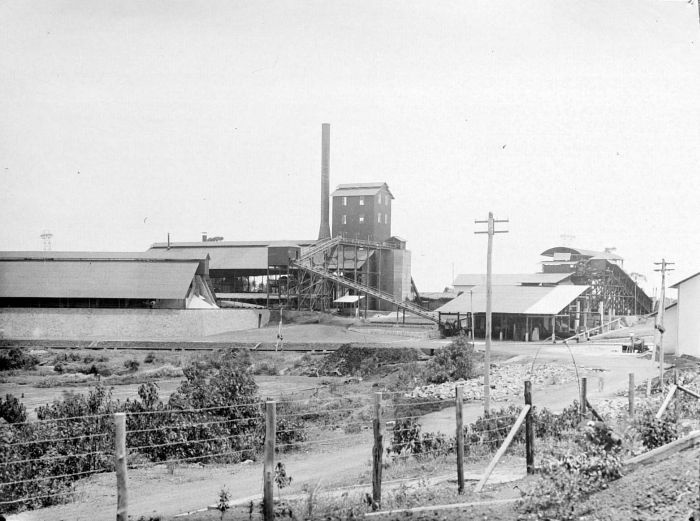
منظر لجزء من مصنع الشركة NV Billiton Maatschappij في جزيرة بليتونغ (عام 1939)

## الجغرافية
جزيرة بانغكا مع جزيرة بليتونغ تكونان مقاطعة بانغكا - بليتونغ. شمالها يقع بحر الصين الجنوبي، إلى الغرب منها وعبر مضيق غاسبار تقع جزيرة بانغكا والتي تقع شرقها جزيرة سومطرة، جنوبها يقع بحر جاوة. مساحتها 7800 كيلومترا مربعا.
مساحة الجزيرة حوالي 3000 ميل مربع (7800 كيلومتر مربع)، وتتكون من التضاريس الوعرة مع عدة تلال. أعلى جبل هو تاجام مع ارتفاع أقل من 500 متر فقط (1600 قدم). بحرها الأزرق هادئ نسبياً وضحل، مما يجعلها مكاناً مرغوباً لرياضة الغوص والمراكب الشراعية والسباحة. جزيرة بليتونغ من الوجهات المرغوبة بسبب صخور الغرانيت والشواطئ ذات الرمال البيضاء اللامعة في تانجونغ تينجي، تانجونغ كاليانغ، تانجونغ بينغا وجزيرة لينغكواس.

## الاقتصاد
تعد بانغكا مركزاً لإنتاج القصدير منذ عام 1710، وتعد واحدة من أكبر المراكز لإنتاجه عالمياً. وفي منتوك هنالك مصهر للتعدين. علما أن الحكومة الإندونيسية تحتكر صناعة تعيدن القصدير.
كما تعتبر الجزيرة كمنتج رئيسي للفلفل الأبيض.

## السكان
يسكن الجزيرة حوالي 200000 نسمة. ويتركز السكان في عدة بلدات صغيرة، أكبرها تانجونغ باندان في الغرب ومانغار في شرق البلاد.
شعب الملايو يشكلون النسبة الأكبر من السكان، إضافة إلى أعداد كبيرة من بوغيس والسندانيين، وقسم من الصينيين الذين جلبهم الهولنديون لتعدين القصدير.
هناك أيضا مجموعات ضخمة من السكان من أصول باليية ومن مادورا الذين استقروا هناك في عهد سوهارتو.

## الاقتصاد
في بليتونغ تتوفر مصادر للقصدير والصلصال، وخام الحديد ورمال السيليكا. كما أن شركة التعدين الهولندية ن.ف. بليتون ماتشابيي (NV Billiton Maatschappij) تستمد اسمها من اسم الجزيرة. ثم اندمجت مع شركة BHP في عام 2001 لتشكيل أكبر شركة موارد طبيعية متنوعة، بي اتش بي بيليتون (BHP Billiton).
في الجزيرة أيضا يتم إنتاج المنتجات السمكية والفلفل وجوز الهند وزيت النخيل. فالناس يعملون كصيادين ومزارعين وعمال المناجم.
الجزيرة يمكن الوصول إليها من جاكرتا بسهولة بواسطة رحلات تستغرق 50 دقيقة أربع مرات يومياً.

### السياحة
تزدهر السياحة في الجزيرة لكي تصبح مورداً اقتصادياً مهماً للجزيرة بسبب شواطئها الرملية البيضاء الرائعة والجزر البحرية الخلابة.

#### الوجهات السياحية
الشواطئ والجزر هي الوجهات السياحية الرئيسية.
تتميز شواطئ تانجونغ تينجي (Tanjung Tinggi Beach) وتانجونغ كيلايانغ (Tanjung Kelayang Beach) بالمياه الزرقاء الصافية والرمال والشواطئ الصخرية.
أما من الجزر المهمة فهي:
- جزيرة باتو بيرلايار المكونة بالكامل من الجرانيت
- جزيرة باسير الرملية (باسير في اللغة الإندونيسية تعني رمل) والتي تغمر خلال ارتفاع المد
- جزيرة بورونغ
- جزيرة لينغكاوس والتي تحتوي على منزل ومنارة عمرها أكثر من 129 عاماً، ومكان جيد للغطس
- جزيرة بابي
- جزيرة كيلايانغ

## وصلات خارجية
- بليتونغ الجميلة (باللغة الإنكليزية)

قالب:BangkaBelitungProvince